# Хај-тек архитектура
Архитектура хај-тек (енгл. high tech такође скраћено hi-tech) стилски правац је у савременој архитектури у оквиру постмодерне архитектуре у 1970.-тим годинама нашавши широку примену у 1980.-тим годинама.
Већ су архитекти модерне у првој половини 20. века употребљавали нове материјале стакло, челик и бетон и нове технике градње објеката. Последњих година се технологија јако брзо развија нарочито у конструкцијама авиона астрнаутичком испитивању космоса, телекомуникацијама и нарочито компиијутерске технике.50% инвестиција у објектима данас отпада на системе електричних, телеинформатских, хидрауличких и климатизационих инсталација у објкетима. Технологија јесте доминантна страна сваког објекта како изнутра тако и споља Термин хи-тех се веже у појимању интелигентних објеката у којима се конструкција и инсталација пројектује као неодделитељна целина.

## Главне црте
- Употреба високих технологија у пројектовању, изградњи и инжењерингу зграда и грађевина.[1]
- Употреба правих линија и облика.
- Широка употреба стакла, пластике, метала, бетона.
- Употреба функционалних елемената (лифтова, степеништа, вентилационих система итд.) изнесених ван зграде.
- Децентрализовано осветљење које ствара ефекат простране, добро осветљене просториjе.
- «Облик прати функцију». Као изузетак, жртвовање функционалности ради дизајна.[2]
- Широка употреба сребрно-металне боје.
- Висок прагматизам у планирању простора.
- Често обраћање елементима конструктивизма и кубизма (за разлику од биотека).[3]

## Изабрани представници архитектуре хи-тех
- Норман Фостер
- Николас Гримсав
- Михаел Хопкинс
- Ренцо Пјано
- Рихард Роџерс
- Кенсо Танге
- Швегер & Партнер